# 圣卡塔琳娜豚鼠
圣卡塔琳娜豚鼠（学名:Cavia intermedia）是南美特有的一种豚鼠，它被发现于巴西圣卡塔琳娜州的Moleques do Sul岛，该岛面积仅有10.5公顷，而圣卡塔琳娜豚鼠栖息地仅有4公顷。目前圣卡塔琳娜豚鼠是世界上分布最为狭小的动物。现时它们受到人类狩猎的威胁。
其种加词“intermedia”意为“中间的”。